# Agastya hyblaeoides
Agastya hyblaeoides is een vlinder uit de familie van de grasmotten (Crambidae). De wetenschappelijke naam van de soort is voor het eerst gepubliceerd in 1881 door Frederic Moore.
De soort komt voor in India (Darjeeling).